# Rajd Śląska 2022
6. Rajd Śląska – 6. edycja Rajdu Śląska. To rajd samochodowy, który był rozgrywany od 9 do 11 września 2022 roku. Bazą rajdu było miasto Chorzów. Była to siódma runda rajdowych samochodowych mistrzostw Polski w roku 2022. Rajd składał się z dwunastu odcinków specjalnych.

## Lista zgłoszeń[1]
Poniższa lista spośród 38 zgłoszonych zawodników obejmuje tylko zawodników startujących w najwyższej klasie 2, samochodami grupy R5.
| Nr | Kierowca            | Pilot              | Samochód               | Klasa |
| -- | ------------------- | ------------------ | ---------------------- | ----- |
| 1  | Tom Kristensson     | Andreas Johansson  | Hyundai i20 R5         | 2     |
| 2  | Grzegorz Grzyb      | Adam Binięda       | Škoda Fabia Rally2 evo | 2     |
| 3  | Kacper Wróblewski   | Jakub Wróbel       | Škoda Fabia Rally2 evo | 2     |
| 4  | Sylwester Płachytka | Jacek Nowaczewski  | Škoda Fabia Rally2 evo | 2     |
| 5  | Adrian Chwietczuk   | Damian Syty        | Škoda Fabia Rally2 evo | 2     |
| 6  | Maciej Lubiak       | Grzegorz Dachowski | Škoda Fabia Rally2 evo | 2     |
| 7  | Zbigniew Gabryś     | Daniel Dymurski    | Škoda Fabia Rally2 evo | 2     |
| 8  | Łukasz Byśkiniewicz | Łukasz Siatkowski  | Hyundai i20 R5         | 2     |
| 9  | Jarosław Szeja      | Marcin Szeja       | Hyundai i20 R5         | 2     |
| 10 | Dariusz Poloński    | Łukasz Sitek       | Volkswagen Polo GTI R5 | 2     |
| 11 | Michał Tochowicz    | Piotr Białowąs     | Citroën C3 Rally2      | 2     |

## Zwycięzcy odcinków specjalnych[2]
| Dzień       | Numer odcinka | Nazwa odcinka                        | Długość  | Zwycięzca odcinka                 | Samochód                              | Czas   | Lider rajdu     |
| ----------- | ------------- | ------------------------------------ | -------- | --------------------------------- | ------------------------------------- | ------ | --------------- |
| 10 września | OS1           | PSB Mrówka Cyroń 1                   | 9,04 km  | Tom Kristensson                   | Hyundai i20 R5                        | 5:55,7 | Tom Kristensson |
| 10 września | OS2           | Kiczyce 1                            | 9,00 km  | Zbigniew Gabryś                   | Škoda Fabia Rally2 evo                | 5:36,0 | Zbigniew Gabryś |
| 10 września | OS3           | Jastrzębie-Zdrój 1                   | 15,00 km | Jarosław Szeja                    | Hyundai i20 R5                        | 8:20,5 | Jarosław Szeja  |
| 10 września | OS4           | PSB Mrówka Cyroń 2                   | 9,04 km  | Kacper Wróblewski                 | Škoda Fabia Rally2 evo                | 5:40,6 | Jarosław Szeja  |
| 10 września | OS5           | Kiczyce 2                            | 9,00 km  | Tom Kristensson Kacper Wróblewski | Hyundai i20 R5 Škoda Fabia Rally2 evo | 5:31,1 | Tom Kristensson |
| 10 września | OS6           | Jastrzębie-Zdrój 2                   | 15,00 km | Tom Kristensson                   | Hyundai i20 R5                        | 8:10,0 | Tom Kristensson |
| 10 września | OS7           | Kryterium 100-lecia Powstań Śląskich | 1,50 km  | Łukasz Byśkiniewicz               | Hyundai i20 R5                        | 1:11,5 | Tom Kristensson |
| 11 września | OS8           | Bruk Premium 1                       | 2,37 km  | Grzegorz Grzyb                    | Škoda Fabia Rally2 evo                | 1:30,0 | Grzegorz Grzyb  |
| 11 września | OS9           | Pilica 1                             | 10,16 km | Grzegorz Grzyb                    | Škoda Fabia Rally2 evo                | 4:45,0 | Grzegorz Grzyb  |
| 11 września | OS10          | Łany Wielkie                         | 15,18 km | Tom Kristensson                   | Hyundai i20 R5                        | 8:08,0 | Grzegorz Grzyb  |
| 11 września | OS11          | Pilica 2                             | 8,63 km  | Grzegorz Grzyb                    | Škoda Fabia Rally2 evo                | 4:51,0 | Grzegorz Grzyb  |
| 11 września | OS12          | Bruk Premium 2                       | 2,37 km  | Grzegorz Grzyb                    | Škoda Fabia Rally2 evo                | 1:30,9 | Grzegorz Grzyb  |

### Power Stage w RSMP – OS11[3]
| Miejsce | Kierowca          | Pilot             | Samochód               | Czas/strata | Punkty |
| ------- | ----------------- | ----------------- | ---------------------- | ----------- | ------ |
| 1       | Grzegorz Grzyb    | Adam Binięda      | Škoda Fabia Rally2 evo | 4:51,0      | 5      |
| 2       | Kacper Wróblewski | Jakub Wróbel      | Škoda Fabia Rally2 evo | +3,6        | 4      |
| 3       | Tom Kristensson   | Andreas Johansson | Hyundai i20 R5         | +5,0        | 3      |
| 4       | Piotr Parys       | Andrzej Górski    | Ford Fiesta Proto      | +10,8       | 2      |
| 5       | Michał Tochowicz  | Piotr Białowąs    | Citroën C3 Rally2      | +16,4       | 1      |

## Klasyfikacja generalna i mistrzostw Polski[4]
W klasyfikacji RSMP dodatkowe punkty przyznawane są za odcinek Power Stage.
| Miejsce | Kierowca          | Pilot              | Samochód                   | Czas      | Strata  | Grupa | Punkty |
| ------- | ----------------- | ------------------ | -------------------------- | --------- | ------- | ----- | ------ |
| 1       | Grzegorz Grzyb    | Adam Binięda       | Škoda Fabia Rally2 evo     | 1:01:26,5 | –       | 2     | 30+5   |
| 2       | Tom Kristensson   | Andreas Johansson  | Hyundai i20 R5             | 1:01:43,6 | +17,1   | 2     | 24+3   |
| 3       | Kacper Wróblewski | Jakub Wróbel       | Škoda Fabia Rally2 evo     | 1:01:52,3 | +25,8   | 2     | 21+4   |
| 4       | Zbigniew Gabryś   | Daniel Dymurski    | Škoda Fabia Rally2 evo     | 1:02:40,9 | +1:14,4 | 2     | 19     |
| 5       | Jacek Sobczak     | Michał Marczewski  | Porsche 997 GT3 Cup 3.6    | 1:04:21,5 | +2:55,0 | NAT3  | 17     |
| 6       | Piotr Parys       | Andrzej Górski     | Ford Fiesta Proto          | 1:05:15,0 | +3:48,5 | NAT2  | 15+2   |
| 7       | Kamil Bolek       | Łukasz Jastrzębski | Ford Fiesta Rally3         | 1:05:49,9 | +4:23,4 | 3     | 13     |
| 8       | Michał Tochowicz  | Piotr Białowąs     | Citroën C3 Rally2          | 1:06:00,5 | +4:34,0 | 2     | 11+1   |
| 9       | Rafał Kwiatkowski | Jacek Zieliński    | Subaru Impreza STi R4      | 1:06:47,9 | +5:21,4 | NAT2  | 9      |
| 10      | Adam Sroka        | Patryk Kielar      | Peugeot 208 Rally4         | 1:07:01,5 | +5:35,0 | 4     | 7      |
| 11      | Artur Równiatka   | Natalia Andrysz    | Mitsubishi Lancer Evo X R4 | 1:07:52,1 | +6:25,6 | NAT2  | 5      |
| 12      | Błażej Gazda      | Maciej Mikuliszyn  | Peugeot 208 Rally4         | 1:07:52,5 | +6:26,0 | 4     | 4      |
| 13      | Grzegorz Bonder   | Kamil Heller       | Renault Clio Rally4        | 1:08:08,7 | +6:42,2 | 4     | 3      |
| 14      | Marek Nowak       | Adam Grzelka       | Opel Corsa Rally4          | 1:09:32,3 | +8:05,8 | 4     | 2      |
| 15      | Dawid Smółka      | Krzysztof Mazur    | BMW 1M Coupé               | 1:10:25,3 | +8:58,8 | NAT3  | 1      |

## Klasyfikacja kierowców RSMP 2022 po 6 rundach
Punkty otrzymuje 15 pierwszych zawodników, którzy ukończą rajd według klucza:
| Miejsce | 1  | 2  | 3  | 4  | 5  | 6  | 7  | 8  | 9 | 10 | 11 | 12 | 13 | 14 | 15 |
| Punkty  | 30 | 24 | 21 | 19 | 17 | 15 | 13 | 11 | 9 | 7  | 5  | 4  | 3  | 2  | 1  |

Dodatkowe punkty zawodnicy zdobywają za ostatni odcinek specjalny zwany Power Stage, punktowany: za zwycięstwo – 5, drugie miejsce – 4, trzecie – 3, czwarte – 2 i piąte – 1 punkt.
| Miejsce | 1 | 2 | 3 | 4 | 5 |
| Punkty  | 5 | 4 | 3 | 2 | 1 |

W tabeli uwzględniono miejsce, które zajął zawodnik w poszczególnym rajdzie, a w indeksie górnym umieszczono miejsce zajęte na ostatnim, dodatkowo punktowanym odcinku specjalnym tzw. Power Stage.
| Poz. | Kierowca            | Świdnicki | Podlaski | Polski | Żmudzi | Rzeszowski | Śląska | Wisły | Koszyc | Suma punktów |
| ---- | ------------------- | --------- | -------- | ------ | ------ | ---------- | ------ | ----- | ------ | ------------ |
| 1    | Tom Kristensson     | 3         | 1        | 21     | 1      | 74         | 23     |       |        | 165          |
| 2    | Grzegorz Grzyb      | 2         | 5        | 3      | 35     | 13         | 1      |       |        | 159          |
| 3    | Kacper Wróblewski   | 1         | 23       |        | 53     | 31         | 32     |       |        | 133          |
| 4    | Zbigniew Gabryś     | 5         | 6        | NU     | 7      | 6          | 4      |       |        | 79           |
| 5    | Maciej Lubiak       | 6         | 34       | 5      | 6      | NU         |        |       |        | 71           |
| 6    | Sylwester Płachytka | 84        | NU       |        | 2      | 2          | NU     |       |        | 69           |
| 7    | Łukasz Byśkiniewicz | 7         | 8        | NU     | 8      | 5          | NU     |       |        | 52           |
| 8    | Kamil Bolek         | 12        | 9        | 11     | 9      | 10         | 7      |       |        | 47           |
| 9    | Jarosław Szeja      | 45        | NU       |        |        | 45         | NU     |       |        | 40           |
| 10   | Adrian Chwietczuk   |           |          | 4      | 42     |            |        |       |        | 40           |
| 11   | Jacek Sobczak       | 9         | 14       |        |        | 8          | 5      |       |        | 39           |
| 12   | Mikołaj Marczyk     |           |          | 12     |        |            |        |       |        | 34           |
| 13   | Adam Sroka          | 10        | NU       | 7      | 12     | 16         | 10     |       |        | 31           |
| 14   | Krzysztof Bubik     |           | 42       |        |        |            |        |       |        | 23           |
| 15   | Michał Tochowicz    | NU        |          | 8      |        | NU         | 85     |       |        | 23           |
| 16   | Piotr Parys         |           |          |        |        | 11         | 64     |       |        | 22           |
| 17   | Rafał Kwiatkowski   | 11        |          | 14     | 11     | 17         | 9      |       |        | 21           |
| 18   | Daniel Chwist       |           |          | 64     |        |            |        |       |        | 17           |
| 19   | Błażej Gazda        | 14        | NU       | 10     |        | 13         | 12     |       |        | 16           |
| 20   | Radosław Typa       |           | 75       | NU     |        |            |        |       |        | 14           |
| 21   | Gracjan Predko      | NU        | 11       | 9      |        | NU         |        |       |        | 14           |
| 22   | Marek Roefler       | 42        | 10       |        | 10     | 27         |        |       |        | 14           |
| 23   | Grzegorz Bonder     | 18        | 12       |        | 15     | 12         | 13     |       |        | 12           |
| 24   | Dariusz Poloński    | 16        |          |        |        | 9          |        |       |        | 9            |
| 25   | Artur Równiatka     | 15        |          |        |        | 14         | 11     |       |        | 8            |
| 26   | Tomasz Ociepa       | 26        | 13       | 12     |        | 19         |        |       |        | 7            |
| 27   | Marcin Kowal        | 21        | NU       | 13     | 13     | 15         |        |       |        | 7            |
| 28   | Marek Nowak         | 13        |          | NU     | 14     | NU         | 14     |       |        | 7            |
| 29   | Paweł Grzywacz      | 27        |          | 15     | 17     | 25         |        |       |        | 1            |
| 30   | Sebastian Teter     |           | 15       |        |        |            |        |       |        | 1            |
| 31   | Dawid Smółka        |           |          |        |        |            | 15     |       |        | 1            |
| Poz. | Kierowca            | Świdnicki | Podlaski | Polski | Żmudzi | Rzeszowski | Śląska | Wisły | Koszyc | Suma punktów |